# Middellandse Zee
De Middellandse Zee is gelegen tussen Zuid-Europa, Zuidwest-Azië en Noord-Afrika. De zee is 3.850 km lang en heeft een gemiddelde breedte van 600 km. De gemiddelde diepte is ongeveer 1.430 m en de totale oppervlakte is ongeveer 2,5 miljoen km². De omtrek is 46.000 kilometer. De maximale diepte is 5.267 meter in de Ionische Zee dicht bij de Griekse kust ten zuidwesten van Pylos en wordt ook wel de Calypsodiepte genoemd die deel uitmaakt van de Helleense trog.
In het Arabisch (البحر الأبيض DMG al-baḥr al-abyaḍ) en Turks (Akdeniz) wordt het ook wel de “Witte Zee” genoemd.

## Geografie
De Middellandse Zee is een intercontinentale middellandse zee of middelzee, die tevens de grens vormt tussen Europa en Afrika en gedeeltelijk ook die tussen Europa en Azië. De Middellandse Zee is via de Straat van Gibraltar (tussen Spanje en Marokko) verbonden met de Atlantische Oceaan en via de Bosporus met de Zwarte Zee. De verbinding met de Rode Zee is een kunstmatige en verloopt via het Suezkanaal dat in Egypte ligt.
De Middellandse Zeekust wordt begrensd door in totaal 21 landen.

Dieptekaart van de Middellandse Zee
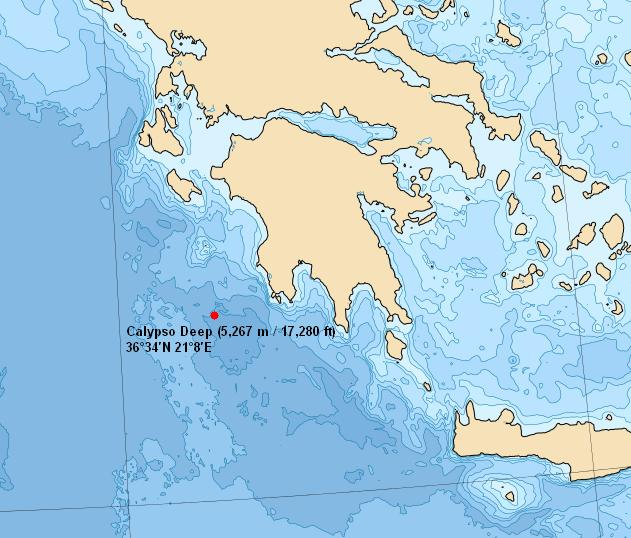
De locatie van de Calypsodiepte

### Zeeën
Tot de Middellandse Zee behoren:
- de Adriatische Zee ten oosten van Italië
- de Egeïsche Zee tussen Griekenland en Europees Turkije
- de Kretenzische Zee het zuidelijk gedeelte van de Egeïsche Zee gelegen ten noorden van Kreta en ten zuiden van de Cycladen
- de Myrtoïsche Zee tussen Peloponnesos en Kreta, zuidwestelijk gedeelte van de Egeïsche Zee
- de Ionische Zee tussen Italië en Griekenland
- de Tyrreense Zee ten westen van Italië
- de Ligurische Zee ten noorden van Corsica
- de Levantijnse Zee ten oosten van Cyprus
- de Alboránzee tussen Spanje en Marokko
- de Balearische Zee tussen Spanje en de Balearen
- de Libische Zee tussen Libië en Kreta.

De Middellandse Zee bestaat zelf uit twee hoofdbekkens, een westelijk en een oostelijk, die van elkaar zijn gescheiden door een 400 m diep gelegen plateau tussen Sicilië en Tunesië. Het westelijke bekken heeft een oppervlakte van 860.000 km².

### Eilanden
De belangrijkste van de omstreeks 4300 eilanden gelegen in de Middellandse Zee zijn:
- in het westen: de Balearen, met Mallorca, Menorca en Ibiza
- centraal: Corsica, Sardinië, Sicilië, Malta en Djerba
- in het oosten: Kreta, Lesbos, Rhodos en Cyprus

### Landen
Landen die aan de Middellandse Zee grenzen zijn:
- in het noordwesten en noorden: Spanje, Frankrijk, Monaco, Italië, Slovenië, Kroatië, Bosnië en Herzegovina, Montenegro, Albanië
- in het noordoosten en oosten: Griekenland, Turkije, Syrië, Libanon, Israël en Palestina
- aan de zuidzijde: Egypte, Libië, Tunesië, Algerije en Marokko
- eilandstaten: Malta en Cyprus

Andere gebieden
- Akrotiri en Dhekelia (Verenigd Koninkrijk; op het eiland Cyprus)
- Ceuta en Melilla (Spanje; zuidwesten)
- Gazastrook (Palestina; oosten)
- Gibraltar (Verenigd Koninkrijk; noordwesten)
- Turkse Republiek Noord-Cyprus (de facto onafhankelijke staat)

### Rivieren
De Afrikaanse rivier de Nijl is verreweg de grootste (5499 tot 6695 km) rivier die uitmondt in de Middellandse Zee. De meeste andere grotere rivieren (langer dan 400 kilometer) die in de Middellandse Zee uitmonden, ontspringen in Europa. 
- Ebro (910 km)
- Rhône (812 km)
- Tiber (404 km)
- Po (652 km)
- Adige (Etsch) (410 km)
- Maritsa (Evros) (480 km)
- Gediz (401 km)
- Cheliff (725 km)
- Meander (548 km)
- Júcar (500 km)
- Medjerda (416 km)
- Moulouya (520 km)
- Orontes (571 km)
- Seyhan (516 km)
- Strymon (408 km)

### Fjorden
Fjorden komen voor bij Istrië (de Limski-fjord en het Raša-kanaal), Montenegro (Baai van Kotor, "Boka Kotorska").

## Middellandse Zeeklimaat

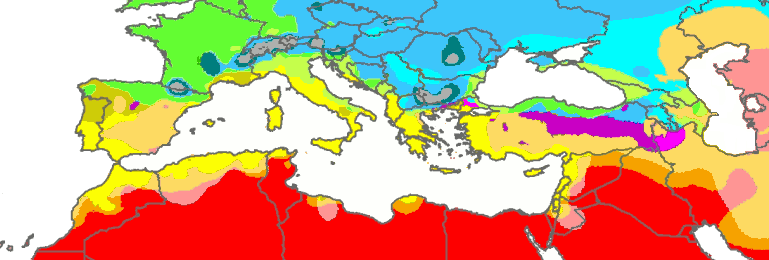
Het gebied met een mediterraan klimaat (geel)

Het mediterrane klimaat wordt ook wel Middellandse Zeeklimaat genoemd, omdat het specifiek is voor de landen rondom deze zee.
De grote, relatief warme, watermassa is van grote invloed op de landen rondom de Middellandse Zee. De noordelijk gelegen landen zijn daardoor relatief warm; de zuidelijke landen relatief koel. De zomers zijn warm en de winters, waarin de meeste regenval plaatsvindt, zijn mild. Het mediterrane klimaat maakt volgens de klimaatclassificatie van Köppen onderdeel uit van het gematigde klimaat.

## Geschiedenis
Tot 38 miljoen jaar geleden maakte dit gebied deel uit van het westelijk deel van de Tethysoceaan. De verbinding met de oostelijke oceanen werd verbroken en zo ontstond de Middellandse Zee in min of meer de huidige vorm. Ongeveer 6 miljoen jaar geleden werd gedurende de Messiniaanse crisis de verbinding met de Atlantische Oceaan regelmatig onderbroken. Door verdamping van het water droogde de Middellandse Zee op en veranderde in een zoutwoestijn. Hierdoor zijn onder de zeebodem nu nog dikke zoutlagen te vinden. Deze situatie duurde ongeveer 700.000 jaar, waarna 5,3 miljoen jaar geleden door tektonische bewegingen de Straat van Gibraltar ontstond en het zeewater via een gigantische waterval, de Zancliaanse vloed, het Middellandse Zeebassin binnenstroomde.

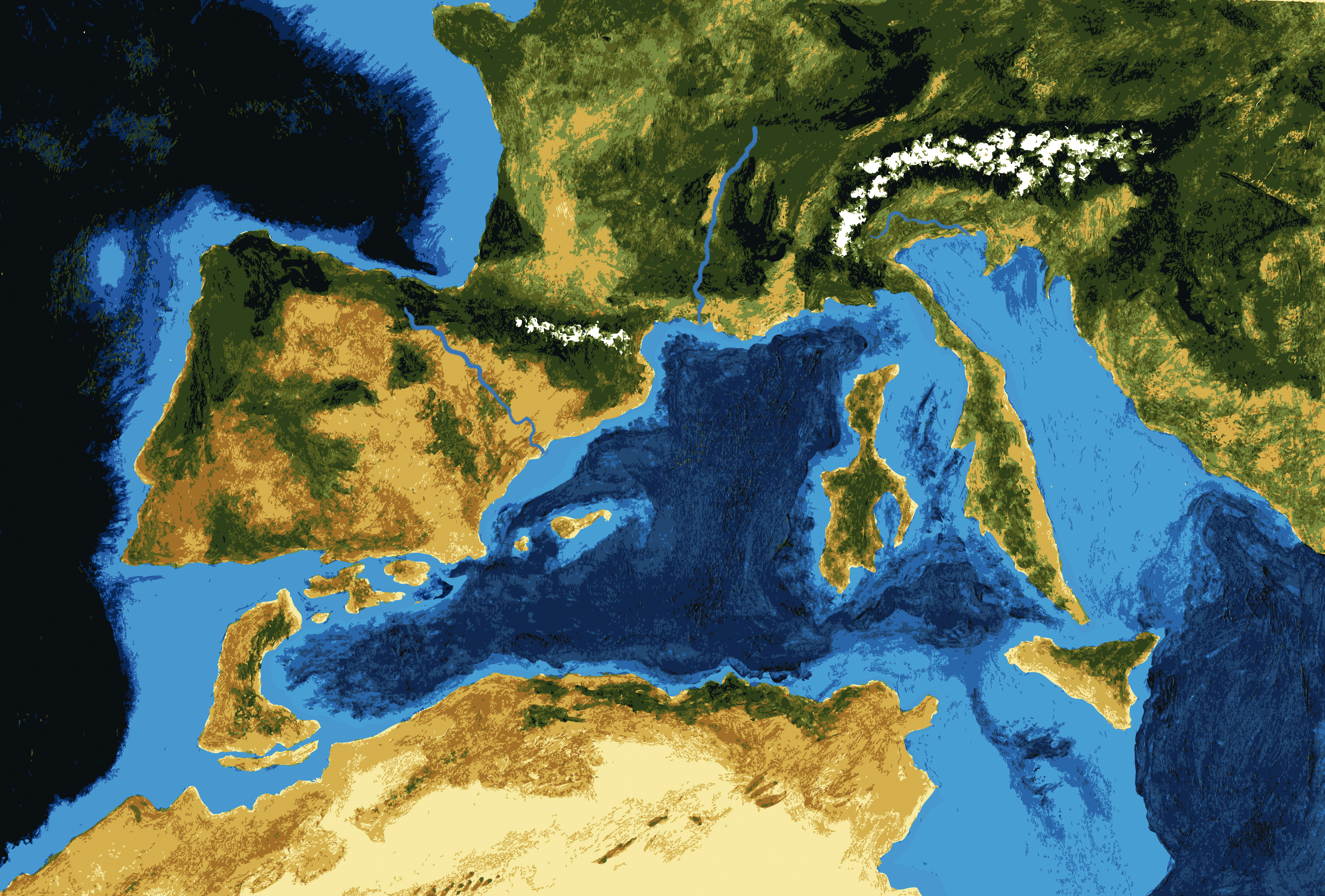
Voor de afsluiting van de Middellandse Zee
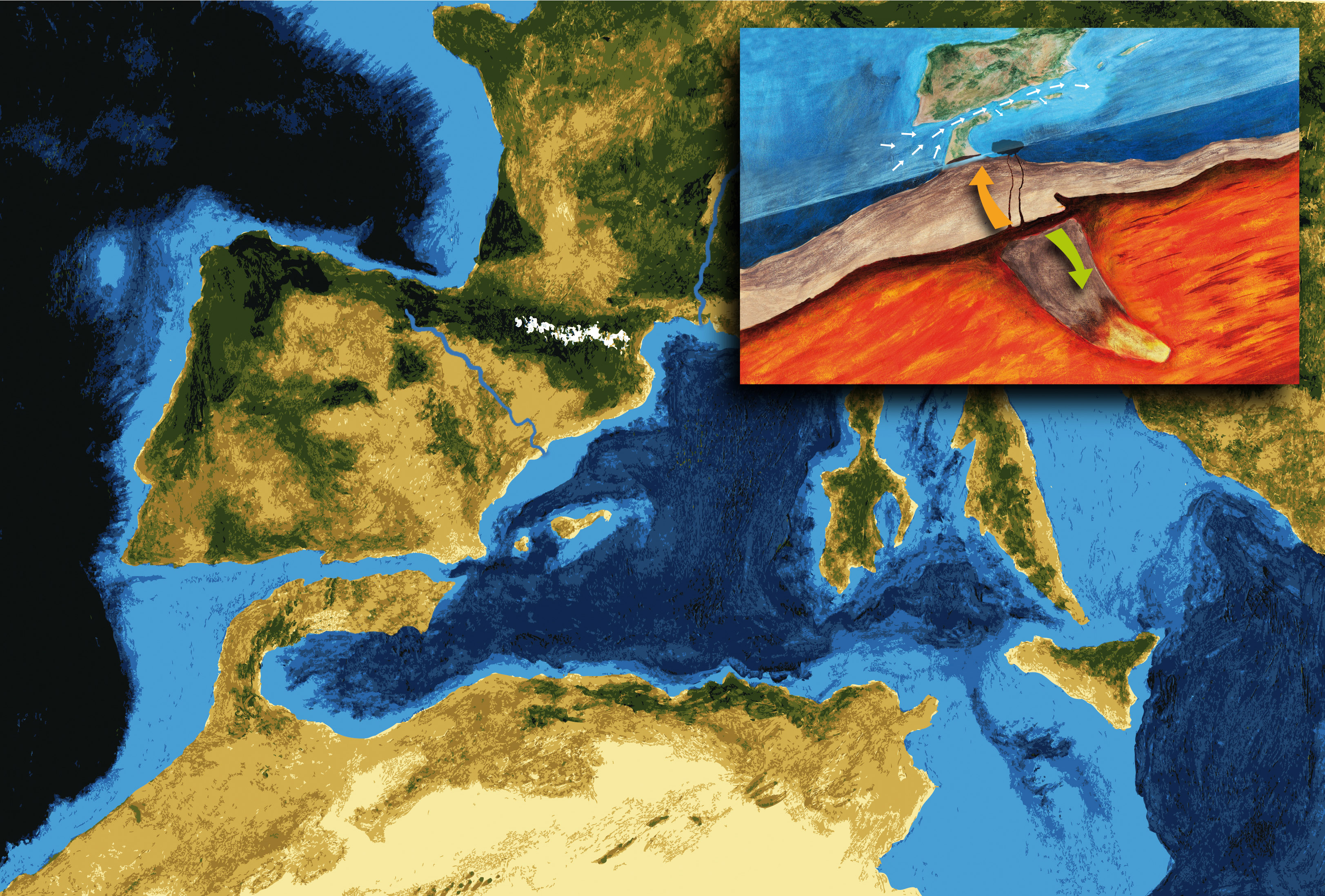
De afsluiting van de laatste verbinding met de Atlantische Oceaan
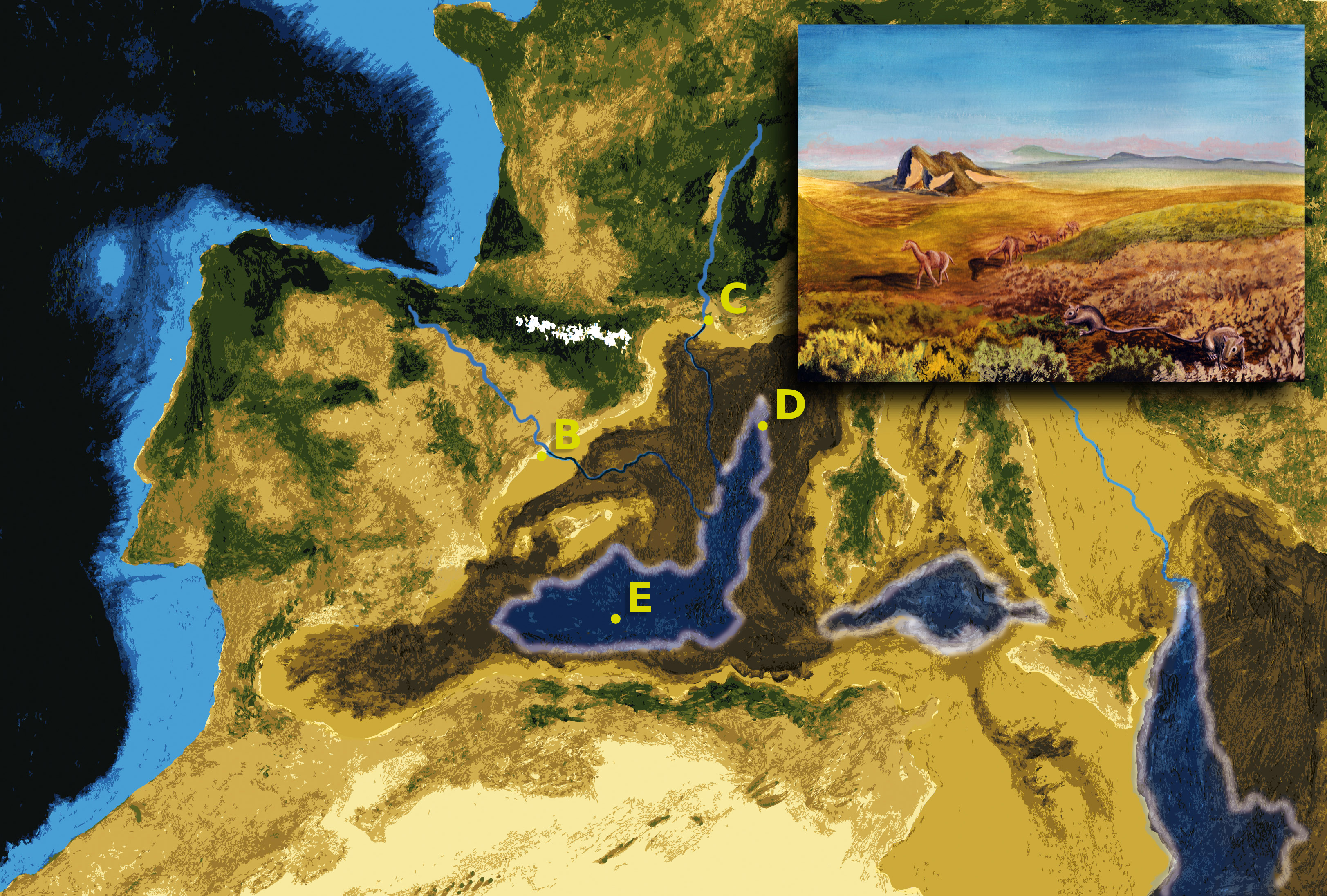
De opdroging
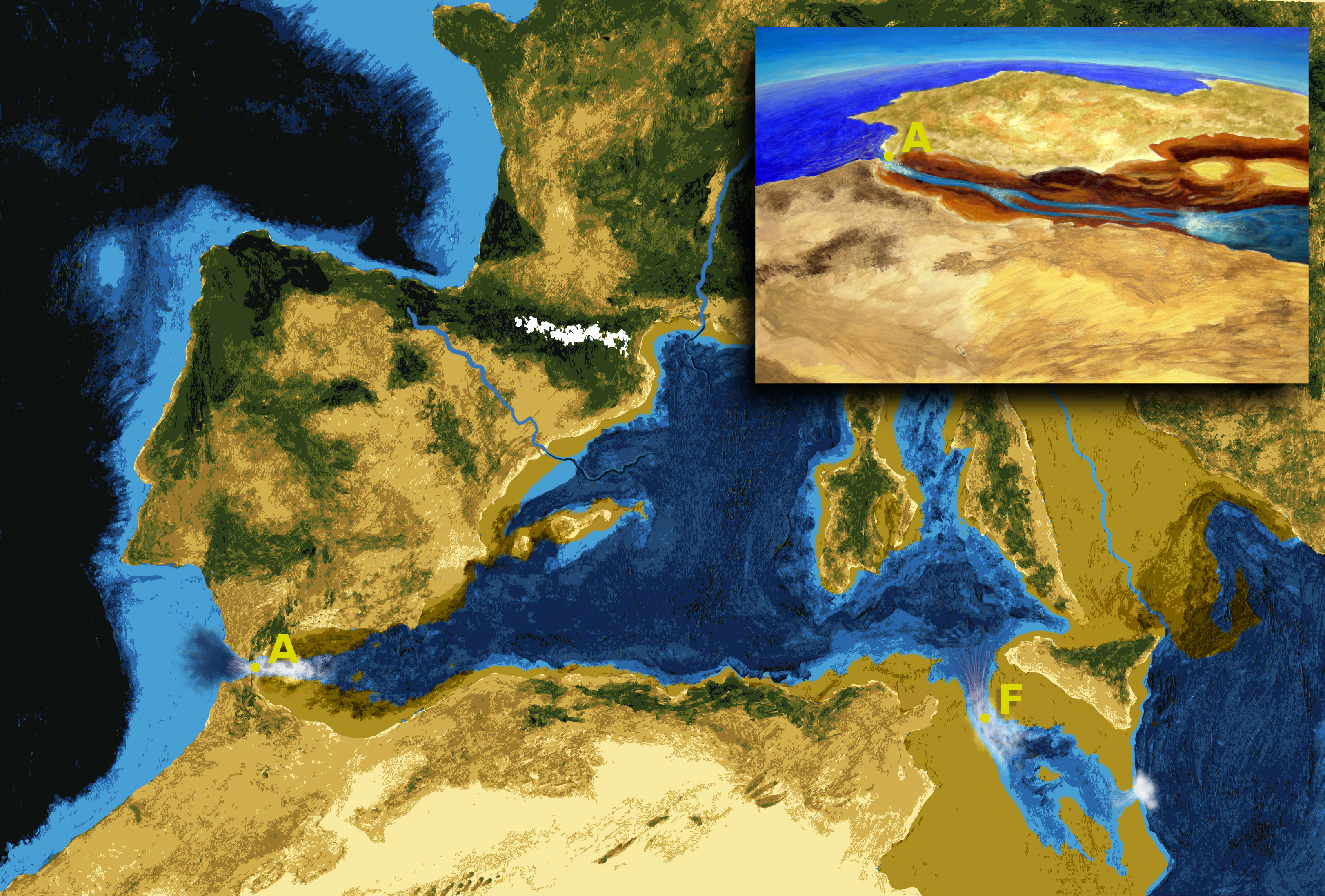
De waterinstroom

### De mens

#### Prehistorie
De eerste gevonden sporen van mensachtigen rond de Middellandse Zee zijn een jagerskamp van 435.000 jaar geleden in Rome. Het zeeniveau was vroeger beduidend lager waardoor er landbruggen waren naar plaatsen die later eilanden zouden worden.
Archeologisch onderzoek heeft uitgewezen dat er ca. 300.000 jaar geleden culturele uitwisseling heeft plaatsgevonden tussen de mediterrane noord- en zuidkusten, hetgeen betekent dat Homo heidelbergensis reeds in staat moet zijn geweest om kleine afstanden over de Middellandse Zee te overbruggen.
Op Kreta, een eiland dat alleen per boot bereikbaar is, zijn handbijlen uit kwarts gevonden van 130.000 v.Chr. De neanderthaler was aanwezig aan de noordkant van de Middellandse zee. In de grotten van Gibraltar zijn beenderen gevonden van neanderthalers die daar 24.000 jaar geleden nog leefden.
Vanaf ca. 40.000 jaar geleden verscheen de anatomisch moderne mens in Europa. Oudere vondsten van vroege moderne mensen zijn gevonden in de Levant (Skhul) en Noord-Afrika (Jebel Irhoud).
Met het smelten van de ijskappen aan het einde van de laatste ijstijd, het Weichselien, steeg de zeespiegel vanaf 11.700 jaar geleden geleidelijk aan tot 120 meter. De vroege gemeenschappen hadden maar beperkte mogelijkheden om te varen en beperkten zich tot korte oversteken.
De Middellandse Zee speelt een nauwelijks te overschatten rol in de geschiedenis van de westerse beschaving. In het tweede millennium voor Christus bloeiden er de Egyptische, de Kretenzische of Minoïsche en de Myceense cultuur. De zeevolken, waaronder waarschijnlijk de Filistijnen, vestigden zich op de oostelijke kusten. Aangenomen wordt dat de eerste echte zeelieden die de Middellandse Zee bevoeren zich in het oostelijk bekken begaven en afkomstig waren uit het Oude Egypte en de Minoïsche beschaving. Later werden zij gevolgd door de Feniciërs en de oude Grieken. De Feniciërs bevoeren vanuit Tyrus en Sidon de Middellandse Zee in westelijke richting. Zij stichtten koloniën als Carthago en verbreidden het alfabet. De oude Grieken waren vooral uit op het stichten van handelskolonies langs de mediterrane kusten. In de klassieke periode (600-300 v Chr.) bevoeren de Grieken (naast de Atheners ook de koloniën in Klein-Azië en Italië) o.a. de Egeïsche Zee en versloegen er hun Perzische vijand. Alexander de Grote verspreidde de Griekse cultuur over het gehele gebied. Rond de derde eeuw voor Christus kwam de Romeinse Republiek op. Nadat in de Punische oorlogen (241-146 v Chr.) Carthago was verslagen en vernietigd kwam de gehele kust rondom de Middellandse Zee in Romeinse handen, en de Romeinen noemden de zee Mare Nostrum; onze zee. Buiten de kustgebieden aan de Middellandse Zee waren de handels- en communicatiemogelijkheden zeer beperkt; ten zuiden van de zuidkuststrook en het Atlasgebergte is er de Sahara. Pas na de Arabische veroveringen ontstonden de Sahel-koninkrijken die met kamelen handelsroutes onderhielden door het woestijn met de Middellandse Zee. Ook het noorden van de Middellandse zee is begrensd door weinig doordringbare bergen (de Alpen, Dinarische Alpen, Balkangebergte) met een achterland van nog weinig ontwikkelde bevolkingen. De enige echte uitzondering erop is de Rhônevallei die diep in Gallië doordrong. Dit was dan ook de eerste grote uitbraak van de Romeinen uit het Middellandse Zeegebied met de Gallische Oorlog van 58 tot 51 voor Christus.

#### Middeleeuwen
In de Middeleeuwen waren het Noormannen, Byzantijnen, Venetianen, kruisvaarders en zeerovers die de zee bevoeren. Met de islamitische veroveringen van Iberië, Cyprus en de hele zuidkust van Middellandse Zee, in het begin van de achtste eeuw, hadden de Arabische handelaren een grote rol op de Middellandse Zee. In de negende eeuw kwam ook Sicilië onder islamitische heerschappij.

#### Nieuwe Tijd
Nadat de Spanjaarden en Portugezen een nieuwe zeeroute naar Indië ontdekten via Kaap de Goede Hoop en ten westen van de Atlantische Oceaan Amerika hadden ontdekt, verloor de Middellandse Zee haar centrale positie als verkeersader tussen Europa, Noord-Afrika en het Midden-Oosten. Deze rol kwam gedeeltelijk terug met de opening van het Suezkanaal in 1869. De piraterij van de Barbarijse zeerovers kwam pas in 1816 ten einde.

#### 20e-21e eeuw
In de Tweede Wereldoorlog speelden de Britse en Franse koloniën aan de noordkust van Afrika een rol (Operatie Torch), en aan het einde ervan de tweede invasie vanuit Noord-Afrika naar Sicilië (Operatie Husky) en de asmogendheid Italië.
De pleziervaart was vanaf de 19e eeuw op de Middellandse Zee opgekomen, maar pas vanaf de tweede helft van de 20e eeuw werd het Middellandse Zeegebied belangrijk als toeristische trekpleister, met locaties als Corsica en de Costa Brava. Zeilschepen zijn er sinds de jaren 1970 enkel nog te vinden als plezierjacht. Het cruisetoerisme is in dezelfde periode sterk in opkomst gekomen.
Sinds Spanje in 1992 toetrad tot het Verdrag van Schengen, zijn er duizenden clandestiene migranten die de oversteek maakten vanuit Marokko en andere delen van Noord-Afrika verdronken. Nadat in 2014 in totaal 229.000 migranten de Middellandse Zee over waren gestoken, besloot de Europese Unie in mei 2015 over te gaan tot militaire maatregelen om de mensensmokkel in te perken.

## Milieu
Het milieu staat sterk onder druk: zowel van de kustgebieden, van de in deze zee uitmondende rivieren en van de zee zelf. Daar zijn allerlei oorzaken voor aan te wijzen, bijvoorbeeld het sterk toegenomen toerisme (het Wereldnatuurfonds noemde in 2019 voor de zomermaanden een getal van 200 miljoen toeristen). In de kustgebieden verdween veel natuurlijk gebied voor stadsuitbreiding (bevolkingstoename), hotels, resorts, wegen en parkeergelegenheden;jachthavens (marina's) werden aangelegd. Dit ging ten koste van stranden, natte gebieden ("wetlands") en bos.
Er is de toegenomen scheepvaart die afval loost (scheepvaart met ongelukken samen bijvoorbeeld een miljoen ton crude oil per jaar).
Het Milieuprogramma van de VN (United Nations Environmental Programme) schat dat per jaar ongeveer 650 miljoen ton afvalwater, 129.000 ton minerale olie, 60.000 ton kwik, 3.800 ton lood en 36.000 ton fosfaat in de Middellandse Zee worden gedumpt
Van het afvalwater is zo'n 70% niet gezuiverd. Ook "de Mediterranée" heeft een probleem van ronddrijvend plastic, dat langzaam wordt afgebroken tot microplastics die in de voedselketen terechtkomen. Dit is gevaarlijk voor dier en uiteindelijk mens.
Vanaf circa 1955 werd de visvangst op de Middellandse Zee sterk gemoderniseerd, met onder meer overbevissing tot gevolg. Al deze factoren leidden er toe dat verschillende diersoorten zoals Caretta caretta en de monniksrob drastisch in aantallen zijn teruggelopen.
Ten slotte is er de klimaatverandering die hier merkbaar wordt in hittegolven met hogere temperaturen van het zeewater en de landgebieden erom heen. Volgens waarnemingen en voorspellingen zal de klimaatverandering meer effect hebben in de Middellandse Zee. De gevolgen zijn onder andere droogte, bosbranden en op termijn waterschaarste. Regen zal vallen in hevige buien, waarin heel veel water uitregent dat snel naar zee wegstroomt via (modder)stromen.
UNEP heeft in het kader van haar "Regional Seas Programma" (midden jaren 1970) ook voor de Middellandse Zee een actieplan ontwikkeld ten dienste van de Mediterrane landen.
Vooral in de noordelijke mediterrane landen en door Tunesië en Egypte werden inmiddels Nationale Milieu-plannen opgesteld. De meeste landen hebben de Conventie van Barcelona ondertekend.
In 2003 werd het vissen met behulp van drijfnetten verboden.

## Trivia
Van 1928 tot aan zijn dood in 1952 werkte de Duitse architect Herman Sörgel aan het plan Atlantropa, waarmee hij tot doel had het waterpeil van de Middellandse Zee sterk te verlagen en de Zee gedeeltelijk droog te leggen door middel van een stuwdam bij Gibraltar. Hiermee wilde hij energie opwekken, bouwgrond voor gewassen droogleggen en de wereldvrede bevorderen.